# Simone Scuffet
Simone Scuffet (ur. 31 maja 1996 w Udine) – włoski piłkarz grający na pozycji bramkarza. Od 2025 roku zawodnik Pisa SC.

## Życiorys

### Kariera klubowa
W czasach juniorskich trenował w klubach: Aurora Buonacquisto, Moimacco, Udinese Calcio oraz Donatello Calcio. Przed sezonem 2013/2014 dołączył do pierwszego zespołu Udinese Calcio. W rozgrywkach Serie A zadebiutował 1 lutego 2014 w wygranym 2:0 meczu z klubem Bologna FC. 6 sierpnia 2015 został wypożyczony na rok do drugoligowego wówczas klubu Como 1907. W sezonie 2015/2016 rozegrał w jego barwach 35 meczów w rozgrywkach Serie B, czterokrotnie zachowując czyste konto. 16 stycznia 2019 został wypożyczony do tureckiej Kasımpaşy SK. Po zakończeniu sezonu wrócił do Udinese z którego został wypożyczony do zespołu Spezia Calcio na sezon 2019/2020.

### Kariera reprezentacyjna
W 2013 roku wystąpił na Mistrzostwach Świata do lat 17, które odbyły się w Zjednoczonych Emiratach Arabskich. W 2017 roku został powołany do reprezentacji na Mistrzostwa Europy do lat 21 rozgrywane w Polsce.